# Діктел (Непал)
Діктел Рупакот Маджхувагадхі — муніципалітет в окрузі Хотанг провінції № 1 Непалу. Муніципалітет був створений у травні 2014 року шляхом об'єднання деяких існуючих комітетів: Бамранг, Лап'янг і Кахалле в муніципалітет Діктел.
Діктел було перейменовано на Рупакот Маджхувагадхі 10 березня 2017 року після об’єднання кількох комітетів. Муніципалітет розділений на 15 районів. Він знаходиться на висоті від 700 м до 2250 м над рівнем моря. Площа муніципалітету становить 246,51 км2. Є 10 050 домогосподарств з населенням 46 903 особи. До 2020 року до офіційної назви муніципалітету було знову додано загальновживану назву Діктел. 

## Транспорт
Аеропорт Ман Майя розташований у Старому Діктелі, звідки здійснюються рейси до Катманду.

## ЗМІ
Для популяризації місцевої культури в Діктелі має дві громадські радіостанції: Halesi FM (102.4 МГц) і Rupakot Radio (105,0 МГц).